# Gottlieb Olpp
Gottlieb Olpp (* 3. Januar 1872 in Gibeon; † 4. August 1950 in Esslingen am Neckar) war ein deutscher Tropenmediziner.

## Leben
Olpp wurde als Sohn eines rheinischen Missionars geboren und besuchte das Evangelisch Stiftische Gymnasium Gütersloh, wo er 1891 auch die Reifeprüfung ablegte. Er arbeitete von 1898 bis 1907 als Missionsarzt im subtropischen Süd-China, wo er tropen- und reisemedizinische Erfahrungen gesammelt hatte. Danach kehrte er nach Deutschland zurück und war von 1909 bis 1937 in Tübingen Direktor des Deutschen Instituts für ärztliche Mission (Difäm) und des Tübinger Tropengenesungsheims, der heutigen Tropenklinik Paul-Lechler-Krankenhaus. An der Universität Tübingen vertrat er im Rahmen seiner Professur Forschung und Lehre im Fach Tropenmedizin.

## Veröffentlichungen (Auswahl)
- Ein Fall von eitriger Pyelonephritis nach Nephrolithiasis. Knorr & Hirth, München 1895 (München, Univ., Diss., 1895).
- Die ärztliche Mission und ihr größtes Arbeitsgebiet. Verlag des Missionshauses, Bd. 1: Die ärztliche Mission, ihre Begründung, Arbeitsmethoden und Erfolge. Barmen 1909.
- Beiträge zur Medizin in China mit besonderer Berücksichtigung der Tropenpathologie. J. A. Barth, Leipzig 1910 (Archiv für Schiffs- u. Tropenhygiene; Bd. 14, Beih. 5) (Tübingen, Med. Hab.-Schr. v. 1910).
- Einführung in die Tropenmedizin. In: Die ärztliche Mission, Jg. 6 (1911), S. 20–24 (Digitalisat), S. 37–44, S. 60–72 (Digitalisat).
- Malaria. Gütersloh, Bertelsmann 1911 (Die ärztliche Mission, Beiheft; 1).
- (Hrsg.): Die deutsche ärztliche Mission, dargestellt in 85 Bildern. Benzinger, Stuttgart 1914.
- Die internationale ärztliche Mission. In: Deutsches Institut für ärztliche Mission in Tübingen (Hrsg.): Die Deutsche Evangelische Ärztliche Mission nach dem Stande des Jahres 1928. Evangelischer Missionsverlag, Stuttgart 1928, S. 152–196.
- Tropenheilkunde: Leitfaden für die Praxis. Evangelischer Missionsverlag, Stuttgart und Basel 1930.
- Hervorragende Tropenärzte in Wort und Bild. Gmelin, München 1932 (Digitalisat).
- Charakterköpfe der Tropenmedizin. Die Brücke zur Heimat, Berlin 1936.
- Rasse und Tropenkrankheiten. In: Johannes Schottky (Hrsg.): Rasse und Krankheit. Lehmanns, München 1937, S. 86–124.